# آناستازیا کودیروا
آناستازیا کودیروا (روسی: Анастасия Александровна Кодирова؛ زادهٔ ۲۲ ژوئیهٔ ۱۹۷۹) ورزشکار والیبال اهل روسیه است.
وی در مسابقات کشوری و بین‌المللی در مجموع برندهٔ ۳ مدال طلا، ۱ مدال نقره، ۲ مدال برنز شده‌است.